# Mignon (operă)
Mignon este o operă în 3 acte de Ambroise Thomas, după un libret de Jules Barbier și Michel Carré, bazat pe romanul "Wilhelm Meisters Lehrjahre“ de Johann Wolfgang von Goethe. Cea mai populară melodie a operei este aria lui Mignon: Connais-tu le pays ?
Premiera operei a avut loc la “Opéra-Comique” din Paris în ziua de 17 noiembrie 1866.
Durata operei: cca 2 ½ ore.
Locul și perioada de desfășurare a acțiunii: Germania (primele 2 acte) și Italia (actul 3), în jurul anului 1790.

## Personajele principale
- Mignon (soprană)
- Wilhelm Meister (tenor)
- Friedrich (tenor)
- Philine, artistă (soprană de coloratură)
- Laertes, artist (bariton)
- Lothario, cântăreț ambulant (bariton)
- Jarno, șeful unei bande de țigani (bas)
- Antonio, servitor (bas)